# Josef Starlinger

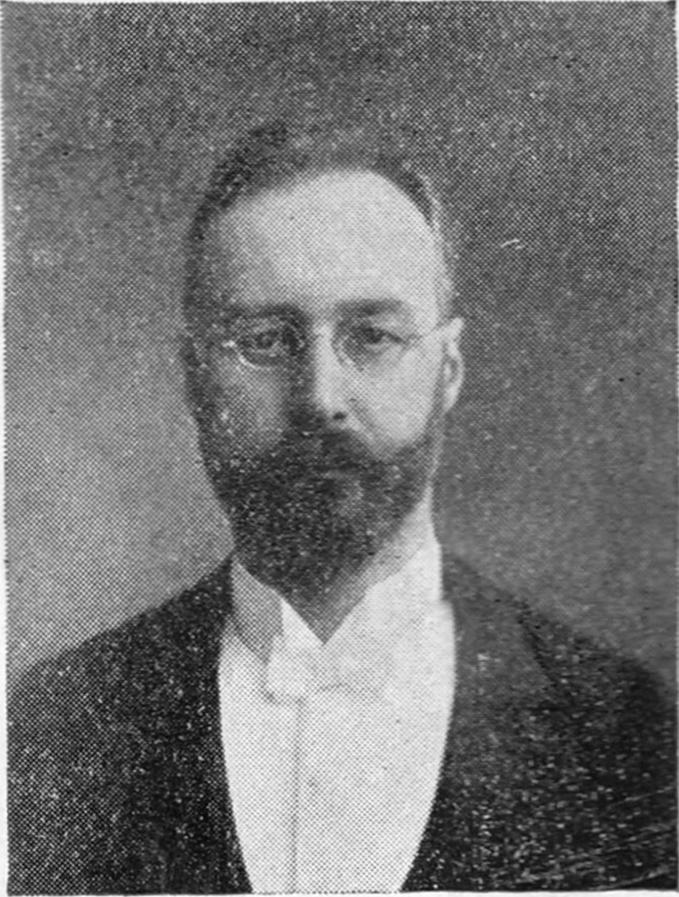
Josef Starlinger

Josef Starlinger (ur. 11 września 1862 w Obermühlau (Ottnang am Hausruck), zm. 15 lutego 1943 w Linzu) – austriacki lekarz psychiatra, radca stanu (k.k. Regierungsrat). Ojciec chirurga Fritza Starlingera (1895–1988).
Pochodził z chłopskiej rodziny. Ukończył gimnazjum humanistyczne w Ried w 1883 roku. Następnie uczył się w szkole humanistycznej w Linzu, a od 1884 studiował medycynę na Uniwersytecie Wiedeńskim. Tytuł doktora medycyny otrzymał w 1889 roku. W 1892 został asystentem w klinice u Meynerta, a potem Wagnera-Jauregga. Od 1894 prymariusz zakładu psychiatrycznego w Klosterneuburgu. W 1903 objął dyrekcję nowo otwartego zakładu leczniczego i opiekuńczego Mauer-Öhling w Wiedniu. Na stanowisku tym pozostał do 1918 roku. W 1908 roku otrzymał tytuł radcy stanu Po spensjonowaniu pracował jako lekarz orzecznik (Vertrauensarzt) w zakładzie ubezpieczeniowym w Linzu.
Autor około 25 prac naukowych. Był pionierem stosowania mikrotomu w badaniu anatomii mózgowia.

## Wybrane prace
- Ein Beitrag zur Frage der gynäkologischen Behandlung in Irrenanstalten. Jahresbericht der n.-ö. Irrenanstalten, 1892/93
- Die Durchschneidung beider Pyramiden beim Hunde. Neurologisches Centralblatt 14, ss. 390-394, 1895
- Die Durchschneidung beider Pyramiden beim Hunde. Jahrbücher für Psychiatrie und Neurologie 15, ss. 1-42, 1896
- Ein Fall von miliarer Embolie des Gehirnes mit Degeneration des Markes bei einer Geisteskranken. Jahrbücher für Psychiatrie und Neurologie 14, ss. 275-279, 1895/1896
- Zur Marchi-Behandlung; ein Apparat zur Zerlegung in dünne, vollkommen planparallele Scheiben. Zeitschrift für wissenschaftliche Mikroskopie und für mikroskopische Technik 16, ss. 179-183, 1899
- Die Reform des Irrenwesens in Niederoesterreich und die neue Irrenanstalt in Mauer-Oehling. Psychiatrische Wochenschrift 1, ss. 305-308, 1899
- Beitrag zur pathologischen Anatomie der progressiven Paralyse[5]. 1900
- Unsere Anstaltsberichte. Psychiatrische Wochenschrift 2 (39), 1900
- Ueber Massendurchfälle in Irrenanstalten. Psychiatrische Wochenschrift 2, ss. 125-129, 1900
- Irrenpflege und Tuberculose. Psychiatrische Wochenschrift 3, ss. 367; 388, 1901
- Eine Neuerung am Reichert’schen Schlittenmikrotom. Zeitschrift für wissenschaftliche Mikroskopie und für mikroskopische Technik 19, ss. 145-147, 1902
- Zur Frage der grossen Irrenanstalten. Psychiatrisch-neurologische Wochenschrift 4, ss. 97-102, 1902
- Die Stellung der Heil- und Pflegeanstalten und ihre Kontrolle. Psychiatrisch-neurologische Wochenschrift 13 (33), 1911-1912
- K.-Franz-Josef-Landes-Heil- und Pflegeanstalt Mauer-Oehling. W: Die Irrenpflege in Österr. in Wort und Bild, 1912
- Betriebskosten und Anstaltsgrösse. Psychiatrisch-neurologische Wochenschrift 14 (33), 1912/1913
- Uber die zweckmassige Grosse der Anstalten fur Geisteskranke. Psychiatrisch-neurologische Wochenschrift 15, ss. 143-151, 1913
- K.-Franz-Josef-Landes-Heil- und Pflegeanstalt Mauer-Oehling, 1914
- Zur Reform der med. Stud.ordnung. Wiener klinische Wochenschrift 32, 1919